# Лагутенко Ольга Андріївна
Ольга Андріївна Лагуте́нко (нар. 2 травня 1961, Чебаркуль) — українська мистецтвознавиця і педагог; доктор мистецтвознавства з 2008 року, професор з 2010 року, Член Спілки художників України з 1993 року, член-кореспондент Національної академії мистецтв України з 2017 року. Президент (у 2002—2005 роках), віцепрезидент (з 2006 року) Української секції Міжнародної асоціації арткритиків. Лауреатка премії імені Платона Білецького за 2007 рік; заслужена діячка мистецтв України з 2013 року.

## Біографія
Народилася 2 травня 1961 року в місті Чебаркулі Челябінської області (нині Росія). Упродовж 1980—1985 років навчалася у Київському художньому інституті за спеціальністю історія і теорія образотворчого мистецтва, була ученицею Людмили Міляєвої, Ганни Заварової.
Протягом 1985—1987 років працювала молодшим науковим співробітником, старшим науковим співробітником Державного архітектурно-історичного заповідника «Софія Київська»; у 1987—1990 роках — науковим співробітником Одеського державного літературного музею; у 1990—1992 роках — викладачем Одеського художнього училища.
З 1992 по 1995 рік навчалася на аспірантурі на кафедрі теорії та історії мистецтва в Українській академії мистецтв. У травні 1996 року захистила кандидатську дисертацію на тему: «Українська книжкова та журнальна обкладинка першої третини XX століття (Стилістичні особливості художньої мови)».
У 1995—1996 роках — старший викладач, у 1996—1997 роках — доцент, заступник декана в Київському інституті «Слов'янський університет». У 1997—1998 — старший науковий співробітник, завідувач відділу архітектурної кераміки Національного заповідника «Софія Київська».
З 1998 року — в Академії образотворчого мистецтва і архітектури: у 1998—2001 роках — старший викладач, виконувачка обов'язків доцента кафедри теорії та історії мистецтва; з 2001 року — доцент, у 2001—2002 роках — старший науковий співробітник проблемної науково-дослідної лабораторії. Протягом 2002—2004 років обіймала посаду заступника генерального директора з наукової частини Національного художнього музею України. З 2004 року — доцент, професор, завідувач кафедри теорії та історії мистецтва Національної академії образотворчого мистецтва і архітектури. У лютому 2008 року захистила докторську дисертацію на тему: «Українська графіка першої третини XX століття: загальноєвропейські тенденції та національні особливості розвитку».
Серед учнів: Оксана Журавель, Олена Корусь, Зінаїда Лихачова, Андрій Надєждін, Іванна Павельчук.
Мешкає у Києві в будинку на Литовському проспекті, № 6-а.

## Наукова діяльність
Серед праць:
- «Від модерну до конструктивізму. Книжкова графіка Василя Кричевського» (1995)[3];
- «Графіка XX ст.» (1998)[3];
- «Non fabula sed history» (1999)[3];
- «Українська графіка XX ст.» (2000)[3];
- «Українська книжкова обкладинка першої третини ХХ ст.» (2005);
- «Українська графіка першої третини ХХ століття» (2006);
- «Graphein графіки: нариси з історії української графіки ХХ ст.» (2007);
- «Михаил Степанович Ткаченко» (2010);
- «Живопис Петра Бевзи» (2010);
- «Українська графіка XX ст.» (2011).

Авторка низки статей в Енциклопедії сучасної України.